# Бармин, Илья Елизарович
Илья́ Елиза́рович Ба́рмин (27 июня [10 июля] 1916 — 10 декабря 1943) — советский офицер, участник Великой Отечественной войны, мастер танкового боя, Герой Советского Союза (1942).
В двух боях под Москвой 16 и 25 ноября 1941 года его экипаж уничтожил 19 танков противника и 7 противотанковых орудий, за что младший политрук И. Е. Бармин был удостоен звания Героя Советского Союза.

## Биография
Родился 27 июня (10 июля) 1916 года в селе Репное (ныне — Уваровского района Тамбовской области) в крестьянской семье. Русский. Окончив в 1932 году неполную среднюю школу, работал трактористом в колхозе «Красный прилив» (по другим данным — в совхозе «Зелёный Луг» в Воронежской области), с 1934 года — укладчиком путей дорожно-строительного треста в городе Ефремов Тульской области, а с 1935 года — бригадиром механической откатки шахты № 54 Подмосковного бассейна. Выбран секретарём комсомольской организации.
В 1937 году призван в РККА в Воловском районе Тульской области. В 1938 году окончил полковую школу в Белорусском военном округе, служил механиком-водителем и старшиной роты 26-й отдельной танковой бригады (Смоленск). В 1940 году направлен на учёбу. В 1941 году окончил военно-политическое училище в городе Брест. Член ВКП(б) с 1941 года. С марта 1941 года — командир роты ремонтно-восстановительного батальона 33-й танковой дивизии в Белорусском Особом военном округе.
Участник Великой Отечественной войны с 1941 года. Участник приграничного оборонительного сражения в Западной Белоруссии. В бою 10 июля 1941 года у города Слоним Гродненской области был тяжело ранен.
После лечения в госпитале в октябре 1941 года направлен в 28-ю танковую бригаду. Командир танковой роты (28-я танковая бригада, 16-я армия, Западный фронт) младший политрук И. Е. Бармин отличился в оборонительных боях в ноябре 1941 года на волоколамском направлении под Москвой. Экипаж танка И. Е. Бармина в двух боях 16 и 25 ноября 1941 года уничтожил 19 танков противника, а также 7 ПТО.

…у дер. Язвица в ольшанике замаскировались наши танки. Ближе всех к дороге стоял танк Бармина. Из села Городище показалась колонна немецких танков и бронетранспортёров с пехотой. Замысел боя предполагал, что Бармин подпустит немцев на 400 м и ударит по головной машине, остальные по хвосту и центру. Когда фашисты приблизились на установленное расстояние, танкисты открыли огонь. Сразу же подбили головной и последний танки. Немецкие танки стали в панике съезжать с дороги и с ходу садиться на днище из-за глубокого покрова снега. Застрявшие танки становились хорошей мишенью. Вскоре враг пришел в себя и открыл ураганный огонь. Один из наших танков был подбит. Однако все больше вражеских машин превращались в пылающие костры. Немцы не выдержали и отступили. 25 танков замерли навеки, 10 из них были подбиты экипажем младшего политрука И. Е. Бармина.
— Битва под Москвой. Хроника, факты, люди. В двух книгах. Книга первая. С. 81.
Указом Президиума Верховного Совета СССР «О присвоении звания Героя Советского Союза начальствующему и рядовому составу Красной Армии» от 12 апреля 1942 года за «образцовое выполнение боевых заданий командования и проявленные при этом отвагу и геройство» удостоен звания Героя Советского Союза с вручением ордена Ленина и медали «Золотая Звезда».
Был назначен комиссаром батальона, а затем — инструктором политотдела. Весной 1942 года приехал в родное село, где встречался с односельчанами, выступал на митинге в районном центре Каменка с рассказом о событиях на фронте, боевых подвигах советских воинов. 30 сентября 1942 года районная газета «Каменская правда» опубликовала его письмо, присланное из действующей армии:

Здравствуйте дорогие земляки! После короткого пребывания дома я снова вступил в боевые ряды своих товарищей. Я прибыл в момент, когда наша часть вела горячий бой по уничтожению фашистских гадов. Крепко дерется наша часть за родную Отчизну. Она беспощадно уничтожает живую силу и технику врага. Сравнительно за короткое время нами освобождено 30 населенных пунктов, захвачены большие трофеи, за что наша часть представлена к званию гвардейской и 300 её воинов представлены к правительственным наградам.

Мы знаем силу врага. Он коварен и хитер. Но мы твердо верим в нашу победу, твердо оцениваем ту опасность, которая нависла над нашей Родиной. Мы приложим все усилия, если потребуется, не пощадим и самой жизни во имя победы над врагом.
В 1943 году окончил курсы усовершенствования при Военной академии бронетанковых и механизированных войск Красной Армии.
10 декабря 1943 года в ходе Киевской оборонительной операции командир 3-го батальона 14-й гвардейской танковой бригады 4-го гвардейского танкового корпуса гвардии капитан И. Е. Бармин пропал без вести в боях южнее города Малин (ныне Житомирской области).
В 2001 году на месте последнего боя были обнаружены останки И. Е. Бармина. Похоронен с воинскими почестями на Военном кладбище Воронежа.
Память
Бюсты И. Е. Бармина установлены на месте гибели и на аллее Мемориала Парка Победы в городе Уварово.

## Награды и звания
- Герой Советского Союза (12 апреля 1942, медаль «Золотая Звезда» № 682)
- два ордена Ленина (12 апреля 1942, ???)
- два ордена Красного Знамени[уточнить]
- медали